# Streblochaete longiarista
Streblochaete,  es un género monotípico de plantas herbáceas de la familia de las gramíneas o poáceas.  Su única especie: Streblochaete longiarista, es originaria de África tropical, Java y Filipinas. 

## Descripción
Son plantas perennes; cespitosas con culmos de 30-100 cm de alto; herbáceas; no ramificada arriba. Hojas no auriculadas. Los márgenes de la vaina unidos. Láminas de las hojas linear-lanceoladas; laminadas;  sin nervadura transversales.  La lígula es una membrana ciliada; no truncada; de 3-12 mm de largo. Plantas bisexuales, con espiguillas bisexuales; con flores hermafroditas.

## Taxonomía
Streblochaete longiarista fue descrita por (A.Rich.) Pilg. y publicado en Notizblatt des Botanischen Gartens und Museums zu Berlin-Dahlem 9: 516. 1926.
Citología
El número cromosómico básico es x = 10.
Sinonimia
- Bromus trichopodus A.Rich.
- Danthonia longiaristata (A.Rich.) Engl.
- Danthonia streblochaeta Steud.
- Koordersiochloa javanica Merr.
- Pseudostreptogyne richardii A.Camus
- Streblochaete nutans Pilg.
- Trisetum longiaristum A.Rich.[3]